# Kolderveense Bovenboer
De Kolderveense Bovenboer is een gehucht behorend tot de gemeente Meppel. Het behoorde vroeger tot de voormalige gemeente Nijeveen. Langs de Kolderveense Bovenboer staan als lintbebouwing veel grote boerderijen.
Nabij het gehucht staat de Amerikaanse Windmotor Kolderveense Bovenboer.
|  |  |

Plaatsen: Kolderveen · Meppel · Nijeveen · Rogat

Buurtschappen: Broekhuizen · Havelterberg (deels) · De Klosse (deels) · Kolderveense Bovenboer · Nijentap · De Kolk (deels) · Nijeveense Bovenboer · De Schiphorst · Slingenberg (deels)

Drenthe: Steden en dorpen      Nederland: Provincies · Gemeenten